# Park de Wezenlanden
Park de Wezenlanden of Wezenlandenpark, is een gedeelte van de wijk Assendorp en ligt in buurt Wezenlanden in Zwolle. Het gebied ligt tussen het Groot Wezenland, het kanaal Zwolle-Almelo en de oude Assendorperdijk.

## Geschiedenis
Het wijkgedeelte heeft zijn naam te danken aan het feit dat de grond op 13 december 1591 werd toegewezen aan de weesmeesters van Zwolle. 
De Wezenlanden bleef een moeras door wateraanvoer uit Salland en de milde, voorspelbare getijdenwerking van de  Zuiderzee. De onvoorspelbare en hevige effecten van springvloed maakten het gebied extra kwetsbaar en ongeschikt voor bebouwing, totdat de bouw van de Afsluitdijk in 1932 daar een einde aan maakte. Daarna kon een start worden gemaakt met het bouwrijp maken van de grond. In 1950 verscheen de eerste bebouwing naar een ontwerp van de stedenbouwkundige Samuel Josua van Embden. Eerdere plannen van Willem Marinus Dudok werden als onrealistisch bestempeld en door het gemeentebestuur van tafel geveegd. Tussen 2006 en 2011 werd het park grondig gerenoveerd, zo werd er een bloementuin aangelegd, een nieuwe skatebaan, een nieuw basketbal- en panna veldje. Tevens werden de contouren van het park ook aangepast en werd de dijk langs het park met 40 cm opgehoogd.

## Park
Het Wezenlanden park is het drukst bezochte park van Zwolle. Jaarlijks wordt hier het Bevrijdingsfestival Overijssel, het grootste bevrijdingsfestival van Nederland, gehouden met ruim 150.000 bezoekers. Verder zijn er nog een aantal andere jaarlijkse festivals zoals het Ballonnenspektakel, CityMoves en Graspop. Het is ook de plaats waar circussen hun tent opzetten als ze Zwolle aandoen.
Door de indeling van het park is het een echt stadspark. Er zijn onder andere een kinderboerderij met speeltuin, de grootste skatebaan van Zwolle, een basketbalveld, het panna voetbalveld en veel wandelpaden. Diverse scholen hebben hier in de zomer wekelijks hun gymlessen en er zijn altijd sportende, wandelende of relaxende mensen te vinden.

## Galerij

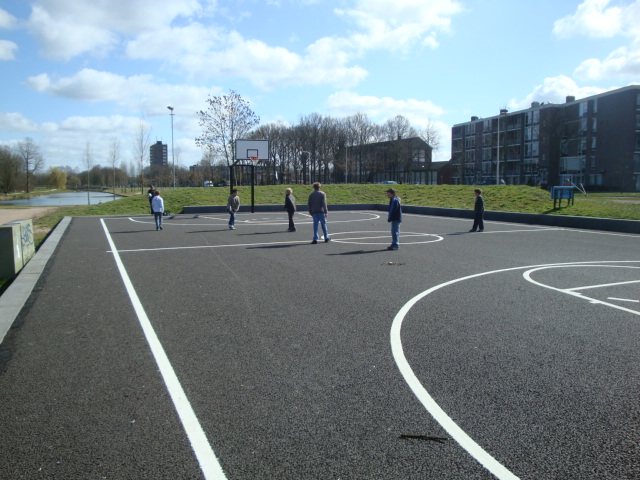
Basketbalveld
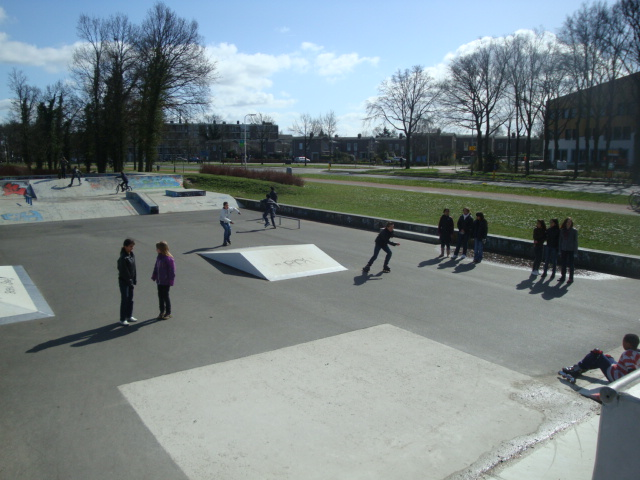
Skatebaan
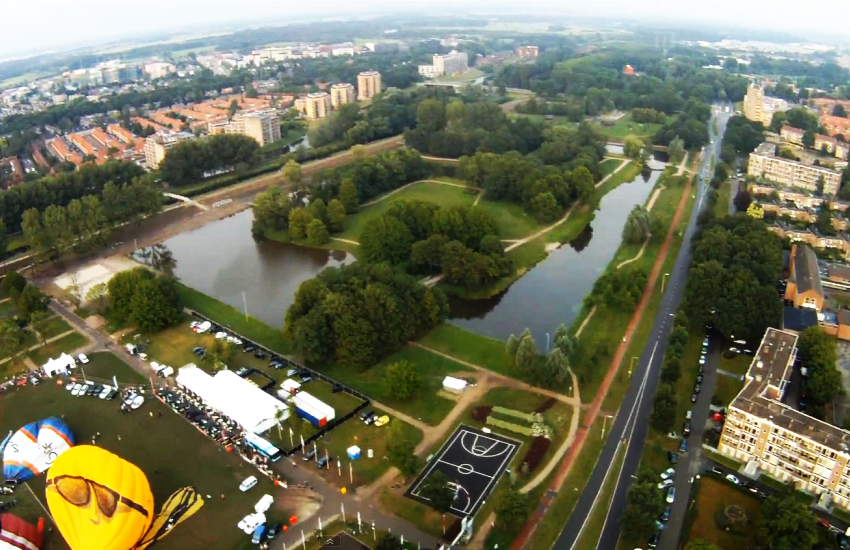
Ballonnen Spektakel 2011

## Bouwwerken
- Provinciehuis (Overijssel)

Archenaultplantsoen · Azaleapark · Badhuiswal - Noordereiland · Broerenkerkplein · De Dobbe · Engelse Werk · Groen assenkruis Holtenbroek · Ittersumerpark · Van Nahuysplein · Nooterhof · Oldenelerpark · Park Aa-landen · Park Eekhout · Park Gerenbroek · Park Gerenlanden · Park Hogenkamp · Park Ittersumerlanden · Park de Wezenlanden · Ter Pelkwijkpark · Twistvlietpark · Potgietersingel · Prins Clauspark · Schellerpark · Stinspark · Oude Weteringzone · Wijkpark Berkum · Zwarte waterpark Holtenbroek · Zwarte waterpark Stadshagen